# Mirco Sadotti
Mirco Sadotti (Arezzo, 18 maggio 1975) è un ex calciatore italiano.

## Carriera

### Club
Cresciuto nelle giovanili del Milan ha esordito in serie A nella stagione 1999-2000 con il Lecce.
Vanta oltre 120 presenze in Serie B con le maglie di Venezia, Cesena, Salernitana, Monza e Pescara ed in Serie C1 con la SPAL.
Ha giocato in Serie C2 con il Poggibonsi.
Il 2010-2011 diventa un calciatore dell'Ac Nuova Foiano squadra aretina che militava nella 1ª Categoria Aretina e nel 2011-2012 ha contribuito alla promozione della squadra Foianese in Promozione per poi ritirarsi dall'attività agonistica.

### Nazionale
Ha giocato nelle nazionali giovanili Under-18 ed Under-21.

## Palmarès

### Club

#### Competizioni regionali
- Prima Categoria: 1

Nuova Foiano: 2010-2011